# Život pod vodou
Život pod vodou (v anglickém originále The Life Aquatic with Steve Zissou) je americká filmová komedie z roku 2004. Režisérem filmu je Wes Anderson. Hlavní role ve filmu ztvárnili Bill Murray, Owen Wilson, Cate Blanchett, Anjelica Huston a Willem Dafoe.

## Obsazení
| Bill Murray     | Steve Zissou                    |
| Owen Wilson     | Edward Plimpton/Kingsley Zissou |
| Cate Blanchett  | Jane Winslett-Richardson        |
| Anjelica Huston | Eleanor Zissou                  |
| Willem Dafoe    | Klaus Daimler                   |
| Jeff Goldblum   | Alistair Hennessey              |
| Michael Gambon  | Oseary Drakoulias               |
| Bud Cort        | Bill Ubell                      |